# Bangladesh nos Jogos Olímpicos de Verão de 2012
Bangladesh competiu nos Jogos Olímpicos de Verão de 2012, que aconteceram na cidade de Londres, no Reino Unido, de 27 de julho até 12 de agosto de 2012.

## Desempenho

### Atletismo
Masculino
| Atleta     | Evento | Preliminar | Preliminar | Quartos-de-final | Quartos-de-final | Meias-finais | Meias-finais | Final       | Final       |
| Atleta     | Evento | Marca      | Posição    | Marca            | Posição          | Marca        | Posição      | Marca       | Posição     |
| ---------- | ------ | ---------- | ---------- | ---------------- | ---------------- | ------------ | ------------ | ----------- | ----------- |
| Mohan Khan | 100 m  | 11s25      | 5º/ bat.1  | Não avançou      | Não avançou      | Não avançou  | Não avançou  | Não avançou | Não avançou |

### Natação
Masculino
| Atletas            | Evento     | Eliminatórias | Eliminatórias | Semifinal   | Semifinal   | Final       | Final       |
| Atletas            | Evento     | Tempo         | Posição       | Tempo       | Posição     | Tempo       | Posição     |
| ------------------ | ---------- | ------------- | ------------- | ----------- | ----------- | ----------- | ----------- |
| Rahman Md Mahfizur | 50 m livre | 24.64         | 39º           | Não avançou | Não avançou | Não avançou | Não avançou |

### Tiro
Feminino
| Atleta        | Evento                | Qualificação | Qualificação | Final       | Final       | Posição     |
| Atleta        | Evento                | Placar       | Posição      | Placar      | Total       | Posição     |
| ------------- | --------------------- | ------------ | ------------ | ----------- | ----------- | ----------- |
| Sharmin Ratna | Carabia de ar de 10 m | 393          | 27º          | Não avançou | Não avançou | Não avançou |

### Tiro com arco
| Atleta         | Prova                | Rodada de classificação | Rodada de classificação | Ronda dos 64                    | Ronda dos 32           | Ronda dos 16           | Quartos-finais         | Semifinais             | Final                  | Final       |
| Atleta         | Prova                | Placar                  | Pos.                    | Adversário e resultado          | Adversário e resultado | Adversário e resultado | Adversário e resultado | Adversário e resultado | Adversário e resultado | Pos.        |
| -------------- | -------------------- | ----------------------- | ----------------------- | ------------------------------- | ---------------------- | ---------------------- | ---------------------- | ---------------------- | ---------------------- | ----------- |
| Mohammed Milon | Individual masculino | 636                     | 61º                     | GBR L. Goldfrey D 0-2, 0-2, 0-2 | Não avançou            | Não avançou            | Não avançou            | Não avançou            | Não avançou            | Não avançou |